# Simulium waterfallum
Simulium waterfallum es una especie de insecto del género Simulium, familia Simuliidae, orden Diptera.

## Distribución
Se distribuye por China.

## Taxonomía
Fue descrita científicamente por Zhang, Yang & Chen, 2003. Fue publicada en Two new species of the genus Simulium breeding adjacent on a waterfall from Wuzhishan of Hainan Island, China (Diptera, Simuliidae). 28: 741-744.